# Kazimierz Ostrowski (wojski)
Kazimierz Ostrowski herbu Topór (zm. w 1781 roku) – wojski dobrzyński w latach 1778–1780, wojski większy rypiński w latach 1764–1778, członek konfederacji radomskiej w 1767 roku.